# Dekeyseria pulchra
Dekeyseria pulchra är en fiskart som först beskrevs av Steindachner, 1915.  Dekeyseria pulchra ingår i släktet Dekeyseria och familjen Loricariidae. Inga underarter finns listade i Catalogue of Life.